# Axé Obá Ibo
Axé Obá Ibo (em iorubá: Àṣẹ Ọba Ìgbó) é uma família religiosa afro-brasileira Axé Ibomina Malê. Está associada ao culto de Obatalá, o senhor dos ibos, cuja dinastia resultante da diáspora dos reinos chamados de obás (os ibominas). Essa família religiosa é uma "árvore" sagrada resultante da tradição ancestral trazida e plantada, em solo brasileiro, por descendentes africanos ibominas e malês (muçurumins). Essa confraria dedicada a Obatalá (possuindo em sua doutrina o Culto aos Antepassados, aos Orixás e a Ifá) tem como matriarca a sacerdotisa Marcolina da Cidade de Palha. Atualmente, a sede do Axé Obá Ibo Ibomina Malê é o Templo do Senhor do Alvorecer.

## Palavra Axé
A palavra axé, termo de origem iorubana, possui vários significados, sendo o mais utilizado: amém, assim seja, força. Essa palavra também pode designar templo ou instituição religiosa sob comando, ordem ou lei de algum patriarca ou matriarca.

## Axé no Brasil
No Brasil, o termo axé ganhou uma conotação distinta da que era conhecida, em terras africanas, pelas etnias que habitavam as redondezas da atual Nigéria e que utilizavam o tronco linguístico iorubá. Aqui, passou a designar instituição religiosa seguidora de determinada visão étnica. No entanto, essa visão foi afunilando seu significado como se os axés fundados, principalmente na Bahia, representassem a verdadeira emanação da religiosidade africana iorubana. Hoje, no Brasil, quem não pertence a um axé de nome é como se fizesse parte de algum grupo religioso forjado por pessoas que nunca foram iniciadas no culto religioso. No entanto, isso não passa de um grande equívoco. Logo, intitular uma instituição por Axé é uma prática de exclusividade brasileira que teve seu início em Salvador. As demais pessoas que não aderiram a essas leis foram consideradas “sem axé”, isto é, sem comando. Todavia, simplesmente essas pessoas preferiram manter seus conhecimentos étnicos religiosos em solo brasileiro em contrariedade aos comandos dos axés de nome na Bahia.

## Axé Obá Ibo Ibomina Malê
Axé Obá Ibo Ibomina Malê é uma instituição religiosa fundada como Igreja de devoção a Obatalá, possuindo em sua doutrina os cultos aos Antepassados, aos Orixás e a Ifá, no Brasil. Sua história está atrelada ao candomblé muçurumim (culto dos alufás e adifás). Embora haja analogia entre cânticos sagrados, ritmos musicais, narrativas de Ifá, cerimoniais públicos e utilização de uma base linguística ("ioruba") com outros grupos étnicos afro-brasileiros, as doutrinas, as liturgias, as normas e os ritos dessa Família estão calçados no conhecimento religioso que os descendentes ibominas trouxeram e implantaram no Brasil. O Axé Obá Ibo Ibomina Malê é rama afro-brasileira, que não necessita da chancela de nenhum outro grupo religiosos  para realizar seus cultos, seja do Brasil, da América ou da África. Sem negar os conhecimentos adquiridos por meio de estudos e de pesquisas, o ensinamento oral da tradição ancestral, passado há anos de um sacerdote para outro, tem sido a base dessa família religiosa.
O Axé Obá Ibo não possui "vínculo" religioso com os demais Templos Religiosos de Matriz Iorubana, existentes no Brasil, que não possuam em sua história a venerável Sacerdotisa Marcolina de Oxum como sua matriarca. Embora esse Axé tenha sido registrado na década de 1980, quase todo o patrimônio cultural religioso dessa confraria afro-brasileira ibomina vem sendo transmitido de sacerdote a sacerdote, desde Mãe Marcolina até os dias atuais.

## Tronco Étnico Religioso do Axé Ibomina Malê
- Marcolina da Cidade da Palha;
- Procópio d'Ogum;
- Arnaldo Babaribô;
- Laudelino de Xangô;
- Obá Alaiê Famankindê (Antônio dos Santos Penna).
- Obanífúnmil'ayo Famudá (Bàbáalààse)

## Origem do nome da Instituição Religiosa
A ideia de registrar Axé Obá Ibo surgiu do encontro entre Laudelino de Xangô e seu descendente religioso Antônio Penna de Obatalá, em fevereiro de 1986, em Paquetá (Rio de Janeiro). Laudelino Loxemoju solicitara que Oba Alaiê (Antônio Penna) assumisse interinamente a frente de seu axé. No entanto, o templo Ilê de Xangô Ogodô, em São João de Meriti (RJ), não possuía nenhum registro ou documento qualquer. Seguindo uma tradição oral, Laudelino dizia que era do Axé de Baribô (referência a seu respectivo sacerdote Arnaldo Babaribô) ou do Axé do Baixão (referência a seu respectivo avô de santo, Procópio d'Ogum). Segundo Laudelino Loxemoju, para alguém ser sacerdote, o mesmo precisaria apenas seguir os ensinamentos passados por sua família de santo.
Desse encontro, os dois concordaram que o nome deveria ser uma homenagem ao ancestral Obatalá, já que o alufá Arnaldo Babaribô e Obá Alaiê eram descendentes dessa divindade. Daí nomearam Axé Obá Ibo. Esse nome surgiu em virtude da necessidade de se fazer constar nos estatutos um nome fantasia da mesma forma que os nomes de vários outros axés no Brasil.
A partir desse momento, Loxemonju foi nomeado sacerdote mor (aboré-nlá / adifá) do Axé Obá Ibo, sendo Obá Alaiê o seu sucessor. No entanto, como o Ilê de Xangô Ogodô encontrava-se fechado, o templo dirigido por Antônio Penna de Obatalá, no bairro Vila Centenário, em Duque de Caxias/RJ, tornou-se a sede do axé. Nesse ínterim, em 28 de fevereiro de 1986 (data da ata de fundação e registro), foi dado o início da formalização documental do Axé Obá Ibo. Em 1988, falece o sacerdote Laudelino de Xangô, deixando Antonio Penna "na cadeira" de sumo sacerdote do Axé. Todavia, por motivos particulares, o templo fica inativo por dois anos, sendo reaberto somente em 1990.
Todo o conhecimento acerca da descendência ibomina eclodiu a partir da década de 1990, quando Antônio Penna de Obatalá iniciou suas pesquisas sobre sua árvore religiosa. Quando do lançamento do seu primeiro livro, Merindilogun Kauri, o adifá Famakindê Obá Alaiê (Antonio Penna de Obatalá) descobriu toda a sua linhagem religiosa: do alufá malê Arnaldo Babaribô até a sacerdotisa nigeriana Marcolina (de Oxum) e seu "marido", um alufá da família de Obatalá. Esse último achado apenas corroborou a homenagem ao eborá Obatalá, já que é patriarca do povo ibo (ibominas).
De acordo com os relatos e as pesquisas, Laudelino Loxemoju, Arnaldo Babaribô, Procópio d'Ogum, Mãe Marcolina não se importavam com filiação a um Axé em comum, bem como não seguiam as diretrizes religiosas de uma confraria étnica que não fosse a deles. "Eles" eram iniciados e consagrados na religiosidade familiar passada de geração a geração. Era assim no tempo deles. O sangue e o solo de origem eram mais sagrados e respeitados.
Em dezembro de 2000, quando a sede do Axé foi mudada para Chácara Rio-Petrópolis, a razão social do Axé Obá Ibo passou a ser TEMPLO DO SENHOR DO ALVORECER. Doravante, este o nome passou a denominar a primeira Igreja do Axé Obá Ibo (Templo sede do Culto aos Antepassados, aos Orixás e a Ifá). O adifá (chefe dos alufás) Obá Alaiyê Famankindê é o aboré-unlá (sumo-sacerdote) do Axé Obá Ibo Ibomina Malê, tendo Obanífúnmil'ayo Famudá como bàbáalààse (sucessor).

## Registro
O TEMPLO DO SENHOR DO ALVORECER , inscrito no CNPJ (MF) sob o nº 00.183.514/0001-20, (Igreja sede do ÀSE OBA ÌGBÓ - fundado em 28 de Fevereiro de 1986), é um templo religioso dedicado a Obatalá. É uma comunidade de seguidores da Religião dos Orixás ligados pela mesma crença e sujeitos ao mesmo líder espiritual. O Axé Obá Ibo é uma instituição cultural e espiritual sem fins lucrativos constituída por membros já existentes, bem como aqueles que forem admitidos futuramente, que unidos representarão o mundo sagrado e suas relações com o mundo profano, traduzindo estas representações comuns em práticas idênticas em conformidade com seu Estatuto Social, registrado e arquivado no Cartório do 2º Oficio da Comarca de Duque de Caxias.

## Calendário anual de Festividades
- Adurás (rezas) de Obatalá: toda primeira sexta-feira do mês.
- Homenagem ao patriarca Obatalá: Ritual do Cortejo de Awoleje e do Pilão.
- Homenagem aos Egunguns (Elewê, Igunnokô e Olokotun) e Antepassados do Axé Obá Ibo Ibomina Malê .

## Templos do Axé Ibomina Malê
- Ilê Ogunjá* (reativado recentemente).
- Ilê de Oxalufã (inativo)
- Ilê Xangô Ogodô (inativo)
- Templo do Senhor do Alvorecer - sede do Axé Obá Ibo Ibomina Malê.